# Aires protégées de Côte d'Ivoire

Implantation des zones protégées en 2008

La Côte d'Ivoire a mis en place une politique de protection des zones sauvages qui modulent la protection allouée à ces aires. Ainsi, en 2008, le pays compte huit parcs nationaux reconnus de catégorie II par la Commission mondiale des aires protégées et près de 300 réserves naturelles de plusieurs types dont quinze (15) réserves botaniques ainsi que bon nombre de forêts classées. Six zones protégées sont inscrites à la Convention de Ramsar, trois le sont au patrimoine mondial de l'UNESCO et deux sont des réserves de biosphère. Depuis plusieurs décennies, les aires protégées en terre ivoirienne subissent une dégradation continue. Cette dégradation se confirme à travers plusieurs facteurs notamment l'urbanisation.

## Typologie des aires protégées en Côte d'Ivoire
Une aire protégée désigne une part de terre, de milieu aquatique ou de milieu marin géographiquement délimitée, vouée exceptionnellement à la protection et au maintien de la diversité biologique, aux ressources naturelles et culturelles associées. Pour des fins de protections, cet espace géographique doit être légalement désigné, réglementé et administré par des moyens juridiques efficaces et autres.
Une aire protégée vise d'abord à atteindre des objectifs de protection et de conservation des espèces et de leur variabilité génétique. L'aire protégée vise également à maintenir les processus naturels et les écosystèmes qui entretiennent la vie et ses diverses expressions.
L'Office Ivoirien des Parcs et Réserves est gestionnaire de quatorze aires protégées représentatives des différents écosystèmes du pays.

## Gestion gouvernementale
La création et l’aménagement des aires protégées participent de la volonté du gouvernement ivoirien de protéger l’environnement, notamment le couvert forestier en nette régression et certaines espèces animales rares ou en voie de disparition.
La protection est placée sous l'autorité de deux ministères différents, le ministère de l'environnement et du cadre de vie et le ministère de l'environnement et des forêts. La direction de la protection de la nature au sein du ministère de l'Environnement est responsable des zones protégées. La direction de la protection de la faune et de la pêche en eau continentale et la Société de développement des forêts (SODEFOR) gèrent elles les forêts classées. Les fonctionnaires de ces administrations sont en place dans les régions, près des zones protégées d'où ils gèrent ces zones.
Le ministère ivoirien de l'Environnement, de la Salubrité Urbaine et du Développement Durable assure la mise en œuvre de la politique de gestion de l’environnement et des aires protégées. Des plans de réintroduction d’animaux, notamment pour le rhinocéros noir et la girafe qui avaient disparu de certaines zones ont été menés à bien, par exemple dans la nouvelle réserve d'Aboukouamékro. Le gouvernement doit aussi faire face, comme ailleurs, au problème du trafic d’animaux auquel, de l’avis de certains observateurs, une solution satisfaisante n’a encore pu être trouvée. En 2002 en effet, l’on recense 1 554 kg d’ivoire dans les boutiques pour touristes d’Abidjan.
Depuis 2017, la Côte d'Ivoire à travers l'OIPR, s'est engagée dans le processus Liste verte de l'UICN, dans le but d'améliorer la gouvernance de ses Aires protégées. Pour la phase pilote, les parcs nationaux de la Comoé et de Taï sont les premières aires protégées à s'engager dans le processus.

## Histoire
En 1974, la chasse a été déclarée illégale[Où ?]. Dès 1982, le parc national de Taï a été inscrit sur la liste du patrimoine mondial de l'UNESCO. En 1994, la Côte d'Ivoire a signé la Convention sur la diversité biologique et la Convention sur le commerce international des espèces de faune et de flore sauvages menacées d'extinction. Jusqu'en 1995, la gestion était centralisée, indépendamment des contingences locales. En 1996, le projet cadre de gestion des aires protégées a été lancé afin de permettre une protection efficace des aires.

## Parcs nationaux
| Nom                            | District           | Année de création | surface (ha) | Description |
| ------------------------------ | ------------------ | ----------------- | ------------ | --- |
| Parc national du Banco         | Abidjan            | 1953              | 3 438        | Ce parc est un exemple de forêt primaire avec des acajous, framirés, avodirés, niangons, espèces devenus très rares. |
| Parc national de la Comoé      | Savanes, Zanzan    | 1963              | 1 149 150    | Il occupe près du quart de la zone forestière du pays et est l’une des plus grandes aires protégées d’Afrique. Y ont été recensés notamment 75 000 cobs de buffon, 14 000 bubales, 3 000 hippotragues, 6 000 buffles, 1 200 éléphants, 700 hippopotames et environ 250 lions, mais le parc renferme aussi de très nombreuses autres espèces d’antilopes comme le céphalophe, dont six familles différentes ont été identifiées, des singes, des hyènes, des panthères, des mangoustes, d’innombrables oiseaux. |
| Parc national de la Marahoué   | Sassandra-Marahoué | 1968              | 101 000      | « La réserve naturelle de la Marahoué », Abidjan.net (consulté le 28 juin 2008) |
| Parc national du Mont Péko     | Montagnes          | 1968              | 454 000      | Il est surtout réputé pour sa végétation : flore de montagne et forêt primaire. |
| Parc national de Taï           | Montagnes          | 1973              | 34 000       | Il se prolonge au nord par la réserve de faune du N'Zo (70 000 hectares), est surtout axé sur la préservation de la forêt primaire (forêt vierge). Un embranchement permet d’atteindre, à l’intérieur de celui-ci, le mont Niénokoué qui le domine, ainsi que les derniers géants végétaux. |
| Parc national des îles Ehotilé | Comoé              | 1974              | 722          | Ce parc marin créé en 1974 est situé sur la lagune d'Aby à l’est d’Abidjan et présente un intérêt particulier pour les recherches historiques et archéologiques. |
| Parc national du Mont Sangbé   | Montagnes          | 1975              | 95 000       | Il est entièrement situé en zone montagneuse (14 sommets de plus de 1 000 m dans les monts du Toura) ; il est giboyeux et abrite une flore particulière. |
| Parc national d'Azagny         | Lagunes            | 1981              | 19 400       | Le Parc national est situé au bord de l’océan à l’embouchure du Bandama, sur 19 400 hectares essentiellement constitués de savane marécageuse avec des palmiers, où l’on peut apercevoir des troupeaux d’éléphants et de buffles. |

- Parc faisant partie du patrimoine mondial et d'une réserve de biosphère de l'Unesco
- Parc faisant partie d'un site Ramsar

Les parcs nationaux de Côte d'Ivoire sont rangés dans la catégorie II « Parcs nationaux » de l'UICN[réf. souhaitée].

## Réserves Naturelles
| Nom                                          | Région (Localité)           | Année de création | Surface (Ha) | Description |
| -------------------------------------------- | --------------------------- | ----------------- | ------------ | --- |
| Réserve de Faune et de Flore du Haut Bandama | Hambol-Béré-Poro            | 1973              | 122 162      | Créée en 1973, la Réserve de Faune et de Flore du Haut Bandama est située entre les régions du Hambol, Béré et du Poro. Plus précisément dans les départements de Katiola, Niankaramadougou, Korhogo et Mankono. Elle couvre une superficie de 122 162 ha. Elle protège un écosystème de savanes et abrite des éléphants, des buffles et antilopes. |
| Réserve naturelle du Cavally                 | Moyen Cavally               | 2023              | 67 541       | Réserve naturelle du Cavally, le dernier né des aires protégées de Côte d’Ivoire. Le réseau des aires protégées de Côte d’Ivoire enregistre un nouveau membre, la Réserve naturelle de Cavally (RNC). D’une superficie de 67 593 ha. Cette ancienne forêt classée est devenue réserve naturelle depuis le 13 septembre 2023. La RNC est située dans le département de Taï et plus précisément dans les sous-préfectures de Zagné et Taï. la ville de Taï est à 8 km au sud-est de la réserve, tandis que celle de Zagné est à 14 km au nord-est du site. |
| Réserve naturelle de Mabi-Yaya               | La Mé                       | 2019              | 61 282       | Ce sont l’ex-Forêt classée de Mabi d’une superficie de 59 614 ha et l’ex-Forêt classée de Yaya d’une surface de 23 873 ha. Ces deux forêts classées ont été fusionnées à la suite des actions, depuis 2016, du Conseil Général de la Mé, des ONG notamment Nitidae dans le cadre du Projet REDD+ de la Mé et d’une grande majorité de la population riveraine, visant à les sauvegarder des fortes pressions exercées par des exploitants forestiers, des braconniers et des cacaoculteurs. |
| Réserve partielle de faune du N'Zo           | Nawa                        | 1972              | 27 830       | La Réserve partielle de Faune de N’ZO prolonge le Parc national de Taï vers le nord, jusqu’à la branche occidentale du lac de Buyo qui occupe une partie de l’ancien bassin de la rivière N’ZO (le lit de cette rivière dessinait, autrefois, la limite nord de la réserve). Elle a été créée par le décret N° 72-545 du 28 août 1972, sa superficie actuelle est estimée à 27.830 hectares. La Réserve du N’ZO est recouverte d’une forêt dense humide sempervirente. |
| Réserve naturelle de Bossématié              | Indénié Djuablin            | 2022              | 21 960       | La Reserve naturelle de Bossématié tire son nom de la rivière Bossématié. La RNB est située à l’Est de la Côte d’Ivoire, dans la Région de l’Indénié-Djuablin (Abengourou), à 40 km au Sud de la ville d’Abengourou, à cheval sur les Sous-Préfectures de Zaranou et Abengourou, avec pour coordonnées : 3°35’ et 3°20’ de longitude Ouest, et 6°35’ et 6°20’ de latitude Nord. |
| Réserve d'Aboukouamékro                      | Bélier                      | 1993              | 20 430       | La réserve d'Aboukouamékro, parfois orthographiée Abokouamékro, en Côte d'Ivoire, dans la région des Baoulés, est située à 50 km au nord de Yamoussoukro, capitale du pays. Elle couvre une superficie de 20 400 ha. La réserve est composée d'une mosaïque de savane et forêt typique de la région, et est légèrement vallonnée. |
| Réserve naturelle partielle d'Aghien         | District Autonome d’Abidjan | 2020              | 5 675        | Située dans le District Autonome d’Abidjan et à cheval sur les sous-préfectures de Bingerville au Sud et de Brofodoumé au Nord, la Réserve naturelle partielle d’Aghien. Avec une forme polygonale de 366 sommets, la Réserve naturelle partielle d’Aghien couvre une superficie de 5.675 ha prenant en compte une partie de terre ferme autour de la lagune Aghien et la lagune elle-même désignée ici sous le nom du Lac d’Aghien. |
| Réserve naturelle intégrale du Mont Nimba    | Tonkpi                      | 1944              | 5 092        | La réserve naturelle intégrale du Mont Nimba est la première réserve naturelle intégrale de l'Afrique Occidentale Française (AOF). D'abord instituée en forêt classée le 13 décembre 1943, sa mise en réserve intégrale s'est faite par un décret datant du 5 juillet 1944. Avec une superficie totale de 17 540 ha, dont 12 540 en Guinée et 5 000 en Côte d’Ivoire, la réserve naturelle intégrale du Mont Nimba fait partie du domaine public des deux pays. |
| Réserve scientifique de Lamto                | Agnéby-Tiassa               | 1968              | 2 617        | la Réserve Scientifique de Lamto est située à la pointe sud du V Baoulé, dans le département de Taabo. Elle abrite la Station d'écologie de Lamto. Depuis 1961, elle accueille de multiples programmes de recherche dans le but de connaître la structure et le fonctionnement d’un écosystème de savane tropicale. |
| Réserve naturelle de Dahliafleur             | Lagunes                     | 2004              | 148          | Etendue sur une superficie de 148 hectares, la réserve naturelle partielle de Dahlia fleurs a été créée le 14 octobre 2004. Accès facile par l’ancienne route de Bingerville qui la borde. Sa situation périurbaine peut susciter des randonnées journalières et le relief peu accidenté, facilite les randonnées pédestres. La diversité de végétations est favorable à la recherche scientifique. 91 ha de forêt bien conservée ; 08 ha de forêt secondaire ; 15 espèces de mammifères ; 69 espèces d’oiseaux inventoriés. La réserve est située dans une région à fort potentiel touristique. Déclaré domaine d’utilité publique par le décret no 00895/MINEEF/ du 17 octobre 2007 avec la dénomination Réserve naturelle Partielle de Dahliafleur. |

## Forêts classées

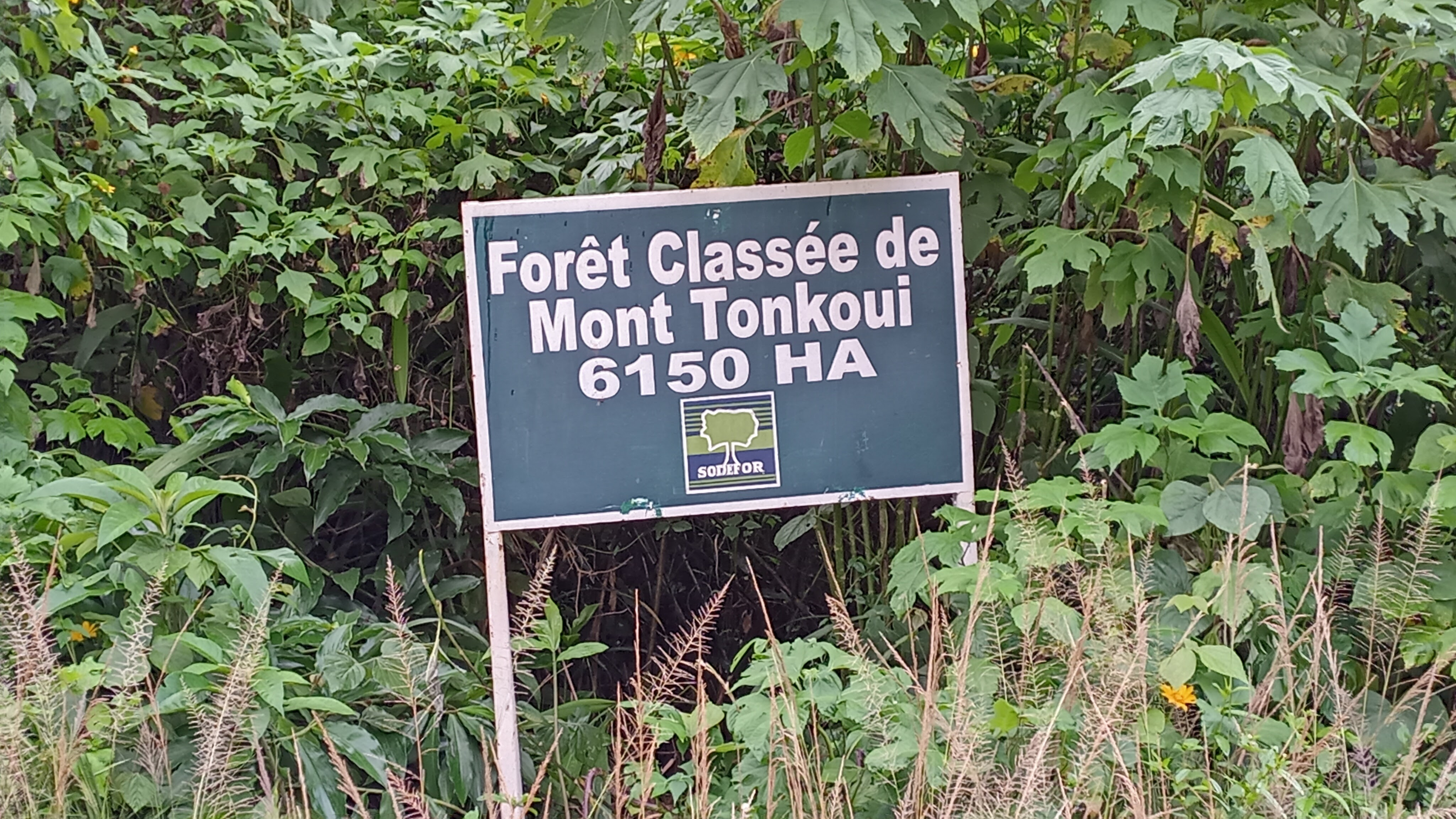
forêt classée de Mont Tonkoui (2023)

La Forêt classée du Haut-Sassandra est considérée comme l'une des forêts classées les mieux protégées de la Côte d'Ivoire. Cette forêt connaît aujourd'hui plusieurs intrusions dans ses limites conventionnelles à la faveur de la crise militaro-politique dans le pays, de 2002 à 2011.
En 2021, on dénombre 234 forêts classées en Côte d’Ivoire, des terres de l’État mises de côté pour la conservation, dont quinze réserves botaniques.
La forêt classée de la Téné, d'une superficie de 30 000 hectares, abrite le plus grand centre de bouturage de la Société de développement des plantations forestières(Sodefor), entreprise d'État spécialisée dans le reboisement, afin de replanter certaines essences dans les parcelles endommagées.

## Conventions internationales

### Les sites Ramsar
La Côte d'Ivoire est signataire de la Convention de Ramsar depuis 1996. Les sites Ramsar y sont en 2020 au nombre de six : Complexe Sassandra-Dagbego, Fresco, Grand Bassam, Iles Ehotilé-Essouman, et N'Ganda N'Ganda ; ils couvrent une superficie totale de 127 344 hectares.

### Patrimoine mondial
La Côte d'Ivoire possède trois sites naturels inscrits au patrimoine mondial de l'Unesco :
- le parc national de Taï,
- le parc national de la Comoé,
- la réserve naturelle intégrale du Mont Nimba.

### Les réserves de biosphère
La Côte d'Ivoire possède deux réserves de biosphère de l'Unesco :
- la réserve de biosphère de Taï (englobant le parc national de Taï),
- la réserve de biosphère de Comoé (englobant le parc national de la Comoé).

## Autres sites protégés
Le Parc de Kossou, né de la nécessité de reloger les animaux menacés de la noyade par la montée des eaux du barrage de Kossou, s'étend sur 5 000 hectares.